# Ceroplesis buttneri
Ceroplesis buttneri är en skalbaggsart som först beskrevs av Hermann Julius Kolbe 1893.  Ceroplesis buttneri ingår i släktet Ceroplesis och familjen långhorningar.
Artens utbredningsområde är:
- Benin.
- Ghana.
- Togo.

Inga underarter finns listade i Catalogue of Life.